# Felicia Lu Kürbiß
Felicia Lu Kürbiss (née le 15 décembre 1995 à Salzbourg) est une chanteuse allemande.

## Biographie
Felicia Lu grandit à Salzbourg. Alors que sa mère travaille comme styliste, sa sœur de six ans son aînée sera rédactrice de mode. Son talent est encouragé dans un jardin d'enfants musical. Elle développe alors un intérêt pour le chant. Elle danse également depuis l'âge de quatre ans ; elle commence par le ballet, puis viennent le jazz, le moderne et le hip-hop. Plus tard, elle fréquente le Musisches Gymnasium Salzburg avec une formation musicale intensive. Cependant, comme le programme est trop axé sur la musique classique, elle vient au Oberstufenrealgymnasium de Bad Hofgastein, où elle suit une formation musicale avec une orientation pop et un coaching vocal. Après ses études, elle vit à Freilassing puis Munich, où elle est un temps dans un internat pour étudier la danse, l'écriture de chansons et le chant.
Kürbiß lance sa propre chaîne sur YouTube en 2011, où elle met chaque semaine des reprises de chansons qui sont des succès ou qui lui plaisent autrement. En 2014, elle prend part au télé-crochet Rising Star et atteint la finale. En 2015, elle crée une autre chaîne où elle met en ligne des journaux vidéo (vlogs). Elle participe à l'émission de sélection de l'Allemagne au Concours Eurovision de la chanson 2017 avec Dancing On My Own, mais est éliminée au premier tour de l'émission. Le 4 mars 2022, Kürbiß revient en 2022avec la chanson Anxiety où elle prend la quatrième place.

## Discographie
Singles
- 2014 : Cold Feet
- 2015 : Lost at Night
- 2017 : Red Zone
- 2020 : One Step Closer
- 2020 : Just Fine
- 2021 : Anxiety

EP
- 2019 : untitled.

## Source de la traduction
- (de) Cet article est partiellement ou en totalité issu de l’article de Wikipédia en allemand intitulé « Felicia Lu Kürbiß » (voir la liste des auteurs).